# عودة بشارات
عودة بشارات (بالعبرية: עודה בשאראת‏) هو صحافي وكاتب فلسطيني وُلد في العام 1958، يسكن في بلدة يافة الناصرة، وهو ابن لعائلة اقتُلع أهلها من قرية معلول في العام 1948. منذ نعومة اطفاره شارك في العمل السياسي والاجتماعي. فشغل منصب رئيس اللجنة القطرية للطلاب الثانويين العرب في إسرائيل ورئيس لجنة الطلاب الجامعيين العرب في جامعة حيفا وعضو سكرتارية الاتحاد القطري للطلاب الجامعيين العرب. 
كان ناشطًا في حركات يهودية عربية. تم انتخابه سكرتيراً عاما للشبيبة الشيوعية. وفي بداية سنوات ال 2000 شغل منصب سكرتير عام الجبهة الدمقراطية للسلام والمساواة.
جنبًا إلى جنب مع نشاطه الاجتماعي السياسي، نشط في الميدان الصحفي الادبي، فكان مشاركًا فعالًا في إصدارات صحفية خلال الدراسة الثانوية، وكذلك في منشورات الطلاب الجامعيين، وفيما بعد شغل منصب رئيس تحرير المجلة الشبابية «الغد»، التي عالجت مشاكل الشباب العرب.
في الفترات اللاحقة نشر مقالات في جريدة الاتحاد وفي الصحف والمواقع الالكترونية العربية، تطرق فيه إلى مواضيع فكرية واجتماعية وسياسية تهم المواطن العربي في البلاد. تميّزت كتاباته حتى الصحفية منها بطابعها الأدبيّ البعيد عن التقريريّة، ويمكن لمس الطابع الساخر فيها.
في العام 2007، نشر روايته الأولى «ساحات زتونيا»، التي عالجت حال القرية العربية في إسرائيل خلال فترة انتخابات محلية، ومن خلال ذلك تم التطرق إلى قضايا جوهرية تمس واقع المجتمع العربي في البلاد. وقد حازت الرواية على اهتمام النقاد ونُشرت مقالات عديدة عنها بالعربية والعبرية. تمت ترجمة الرواية إلى العبرية وصدرت عن دار النشر العريقة «عام عوفيد»، وكذلك صدرت باللغة الفنلندية.
صدرت له الرواية الثانية «دنيا» في العام 2015، وقد تمت ترجمته للعبرية، ويتم اعدادها للصدور خلال السنة القادمة 2019 عن دار النشر «عام عوفيد». وفي العام 2017 أصدر مسرحية بعنوان «اعلان براءة». وصدرت له هذه السنة رواية «المرحومة تمام مكحول».
يكتب الآن في صحيفة هآرتس في زاوية ثابتة تصدر أيام الاثنين، وتتم ترجمة معظم مقالاته إلى اللغتين العربية والإنجليزية. 

## قائمة الإصدارات
- ساحات زتونيا، رواية، 2007 (مترجمة إلى العبرية والفنلندية)
- دنيا، رواية، 2015 (ستصدر هذه السنة بالعبرية)[2]
- إعلان براءة، مسرحية، 2016
- المرحومة تمام مكحول، رواية، 2018
- لا تسرقوا دوري، أدب أطفال، بالعبرية 2018

مجموعة مقالات باللغة الإنجليزية تحت عنوان: 
رحلة في الواقع العبثي للفلسطينيين في إسرائيل، 2018 وفي الإنجليزية: Journey in The Reality of the Absurd- Scenes from  Israeli Palestinians life